# Andrea Guarneri (liutaio)
Andrea Guarneri (Casalbuttano ed Uniti, 1623 – Cremona, 7 dicembre 1698) è stato un liutaio italiano.

## Biografia
Capostipite della famosa famiglia di liutai, fu attivo a Cremona tra il 1641 e il 1698. Come probabilmente anche Antonio Stradivari, fu allievo di Nicola Amati ed insieme a Stradivari lavorò nella bottega dell'Amati.
Nella produzione di strumenti imitò dapprima il proprio maestro e poi Stradivari. Per la vernice usò un colore giallo-dorato. Per la produzione di molti strumenti utilizzò il gattice per fasce e fondo, in luogo del consueto acero:;

## Discendenza
- Pietro Giovanni (1655-1728), liutaio
- Giuseppe Giovanni Battista (1666-1740), liutaio